# Black Shape of Nexus
Black Shape of Nexus, souvent abrégé en B:SON, B-SON ou B.SON, est un groupe de sludge metal allemand, originaire de Mannheim. Le groupe fut formé en 2005 et dissous en juillet 2016.

## Biographie
Le groupe est formé en 2005 Début 2007, un premier album éponyme et les premiers concerts suivent. Il est suivi en 2008 par le deuxième album Microbarome Meetings et en 2012 par le troisième album Negative Black. Après la sortie de la compilation Nothing New - 10 Years of Fresh Air Enjoyment en 2015, l'album suivant Carrier sort en 2016. Dans la chanson Sachsenheim, on peut entendre Uwe Groebel de Voodooshock et Naevus comme chanteur invité. Sur l'album, le groupe reprend également Triumph of Death de Hellhammer. 
En plus de se produire en Allemagne, le groupe joue également en Autriche, en Suisse et aux Pays-Bas et participe entre autres au Hell over Hammaburg, au Roadburn Festival, au Trashfest, au South of Mainstream, au Dawn of Doom et au Doom Shall Rise. En outre, le groupe a tenu pendant plusieurs années le B.SON-Fest annuel, au cours duquel le groupe invitait des groupes amis à jouer avec eux. Début 2016, le groupe continue à tourner et sort son album Carrier, puis en juillet 2016, il annonce sa dissolution sur sa page Facebook. La majorité des membres se sont retrouvés peu après dans le groupe Bellrope, où ils poursuivent le concept stylistique de Black Shape of Nexus.

## Style musical
Dans sa critique du premier album éponyme, Marco Götz du Metal Hammer s'est senti particulièrement impressionné par le chant et a qualifié Malte Seidel de Jan Chris de Koeyer (Gorefest) du doom metal. Les chansons utiliseraient des guitares et des basses accordées plus bas, mais ne seraient pas très variées. Sur ce point, le groupe devrait plutôt s'orienter vers le groupe suédois Congh, qui prend toutefois une direction musicale légèrement différente.
Joachim Hiller du fanzine Ox-Fanzine écrit dans sa critique de Microbarome Meetings qu'il était exact de dire que la musique était un mélange de doom metal, de drone doom et de sludge metal. Selon lui, les caractéristiques de ce groupe sont des compositions instrumentales, sombres et massivement bourdonnantes, avec des sons de guitare à larsen saturés et un son grondant. Konstantin Hanke, qui travaille pour le même magazine, écrit à propos de la publication du split avec Kodiak que le groupe y joue un sludge traînant, massif et sombre. Jens Kirsch, également du Ox-Fanzine, trouve le titre de Negative Black approprié, car la musique est une « noirceur négative » mise en musique. La premier morceau, Illinois, se distingue par ses tonalités atonales. Dans les morceaux suivants, le groupe devient plus accessible et joue un mélange de doom metal, drone doom et sludge metal. Dans le même numéro, Kirsch écrit à propos de l'album live Mannheim que l'on y trouve des « murs de guitares incroyablement monstrueux » et « les méchants hurlements du chanteur Malte Seidel », tandis que le groupe est à classer entre le drone metal et le doom metal classique. Il élargit son indication de style dans une édition ultérieure dans la critique de Nothing New - 10 Years of Fresh Air Enjoyment, dans laquelle il indiquait le sludge, le doom metal, le drone doom et la noise comme genres.

## Discographie
- 2006 : Demo (démo, auto-production)
- 2007 : Black Shape of Nexus (album, Vendetta Records)
- 2008 : Black Shape of Nexus / Crowskin (split avec Crowskin, Vendetta Records)
- 2008 : Microbarome Meetings (album, Ecocentric Records)
- 2010 : Mannheim (album live, Quiet.Still.Dead.Records)
- 2010 : Kodiak / Black Shape of Nexus (split avec Kodiak, Denovali Records)
- 2012 : Negative Black (album, Exile on Mainstream Records)
- 2014 : Black Shape of Nexus / Lazarus Blackstar (split avec Lazarus Blackstar, Alerta Antifascista Records)
- 2015 : Sachsenheim (single, auto-production)
- 2015 : VII (single, auto-production)
- 2015 : Nothing New - 10 Years of Fresh Air Enjoyment (compilation, Meta Matter Records)
- 2016 : Carrier (album, Exile on Mainstream Records)